# Watervleermuis
De watervleermuis (Myotis daubentonii) is een vleermuis uit de familie der gladneuzen (Vespertilionidae).

## Kenmerken
Het dier wordt ongeveer 4,5 tot 5,5 cm groot en de onderarm is 33 tot 42 mm lang. De spanwijdte is 230 tot 275 mm, het gewicht 6 tot 15 gram. De oorschelp van de watervleermuis is groot, maar de watervleermuis heeft de kleinste oren van het geslacht. De tragus is kort en stomp. De rugzijde is grijsachtig rood tot bruingrijs, de buikzijde is grauwwit tot zilvergrijs. Er is een duidelijke grens tussen beide zijden. De oren en snuit zijn roze-bruin. Jonge dieren hebben een blauwig zwarte vlek op de lip, die meestal verdwijnt na een jaar. Hij heeft grote achterpoten, bedekt met borstels, en een lange staart, 31 tot 44,5 millimeter lang. Zeldzaam zijn de albino watervleermuizen, die zijn gevonden in Nederland en België.

## Gedrag
Watervleermuizen komen 's nachts tevoorschijn, ongeveer een half uur tot een uur na zonsondergang. Ze jagen zelden meer dan 6 kilometer van hun verblijfplaats af. De watervleermuis vliegt laag over het wateroppervlak, jagend op schietmotten, haften en vliegen, soms ook op dansmuggen en motten. Hij vangt ze in de lucht of van het wateroppervlak, waarbij hij zijn poten of staartmembraan zou gebruiken. Hij eet en drinkt vliegend, en kan een snelheid tot 23 kilometer per uur halen.
De kraamkoloniën bevinden zich in boomholten, rotsspleten en zolders. De ingang naar de kolonie kan zich minder dan een meter van de grond bevinden. Deze kolonies kunnen uit twintig tot vijftig dieren bestaan, alhoewel er ook kolonies van honderd dieren bekend zijn. Ze worden soms gedeeld met andere vleermuizen, waaronder franjestaart, grootoorvleermuis, rosse vleermuis en dwergvleermuizen. Mannetjes leven solitair of in kleine groepjes. Deze verblijven in muren, onder bruggen en in spleten. Watervleermuizen overwinteren van eind-september tot maart en april met meer dan duizend dieren in koude, vochtige ondergrondse holen, waaronder grotten, mijnen, kelders en oude putten. In Nederland is hij vrij algemeen in Zuid-Limburgse mergelgroeven te vinden.

## Voortplanting
De paring gebeurt meestal in de winterkolonie, van september tot maart. Vanaf mei trekken de vrouwtjes naar de kraamkamers. De draagtijd is afhankelijk van het weer. Eind juni, begin juli worden de jongen geboren. Het vrouwtje krijgt één jong per worp. De jongen hebben een grijsbruine rug en een roze onderzijde. De jongen zijn niet kaal, maar hebben korte, dunne haartjes. Het geboortegewicht is 2,3 gram. Na drie tot vier dagen gaan de oogjes open, en na 31 tot 55 dagen hebben de jongen een vacht ontwikkeld, wat donkerder en grijzer dan de vacht van volwassen dieren. Na drie weken kunnen de jongen vliegen. Na 37 dagen hebben de jongen een volwassen gebit. De kraamkamers worden meestal verlaten in augustus, maar soms pas in oktober. De jongen worden gespeend als ze 4 tot 6 weken oud zijn.
Mannetjes zijn na vijftien maanden geslachtsrijp, de meeste vrouwtjes na twee jaar, alhoewel sommige al in het eerste jaar geslachtsrijp zijn. De watervleermuis kan veertig jaar oud worden.

## Verspreiding

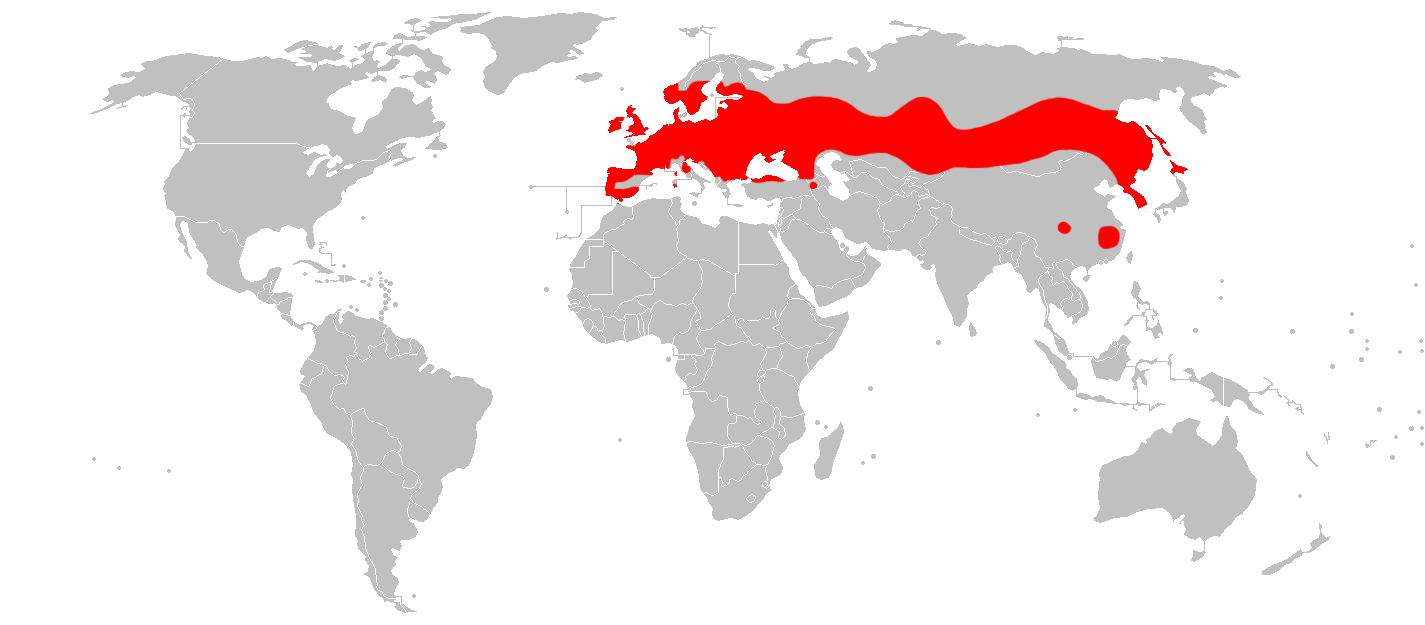
Verspreidingsgebied

De watervleermuis komt in bijna geheel Europa voor, met uitzondering van Scandinavië, Noord-Rusland, IJsland en het zuiden van de Balkan. Oostwaarts komt de soort voor tot in Kazachstan. De populaties in Noordoost-India en Zuidwest-China worden nu als een aparte soort Myotis laniger gezien, de populaties in o.a. Oost-Kazachstan, Siberië, Noord-China, Japan worden nu als een aparte soort Myotis petax gezien (Matveev et al., 2005). De Zuidwest-Europese populaties, die als een aparte soort (M. nathalinae) zijn beschreven, vertegenwoordigen waarschijnlijk een aparte ondersoort Myotis daubentonii nathalinae. 's Zomers komen ze voor tot 750 meter hoogte, winterverblijven zijn te vinden tot 1400 meter hoogte. De dieren houden zich vooral op in open bebost terrein in de buurt van water (vandaar de naam).
De watervleermuis staat niet op de Nederlandse rode lijst en wordt in Nederland niet als bedreigd beschouwd.